# Уппвідінге (комуна)
Комуна Уппвідінге (швед. Uppvidinge kommun) — адміністративно-територіальна одиниця місцевого самоврядування, що розташована в лені Крунуберг у центральній Швеції.
Уппвідінге 90-а за величиною території комуна Швеції. Адміністративний центр комуни — місто Оседа.

## Населення
Населення становить 9 277 чоловік (станом на вересень 2012 року). 
| Кількість населення комуни Уппвідінге за 1970-2010 роки | Кількість населення комуни Уппвідінге за 1970-2010 роки | Кількість населення комуни Уппвідінге за 1970-2010 роки | Кількість населення комуни Уппвідінге за 1970-2010 роки | Кількість населення комуни Уппвідінге за 1970-2010 роки |
| ------------------------------------------------------- | ------------------------------------------------------- | ------------------------------------------------------- | ------------------------------------------------------- | ------------------------------------------------------- |
| Рік                                                     |                                                         |                                                         | Населення                                               |                                                         |
| 1970                                                    | 1970                                                    |                                                         | 11 943                                                  | 11 943                                                  |
| 1975                                                    | 1975                                                    |                                                         | 11 531                                                  | 11 531                                                  |
| 1980                                                    | 1980                                                    |                                                         | 11 040                                                  | 11 040                                                  |
| 1985                                                    | 1985                                                    |                                                         | 10 465                                                  | 10 465                                                  |
| 1990                                                    | 1990                                                    |                                                         | 10 613                                                  | 10 613                                                  |
| 1995                                                    | 1995                                                    |                                                         | 10 389                                                  | 10 389                                                  |
| 2000                                                    | 2000                                                    |                                                         | 9 807                                                   | 9 807                                                   |
| 2005                                                    | 2005                                                    |                                                         | 9 466                                                   | 9 466                                                   |
| 2010                                                    | 2010                                                    |                                                         | 9 244                                                   | 9 244                                                   |
| Джерело: SCB                                            |                                                         |                                                         |                                                         |                                                         |

## Населені пункти
Комуні підпорядковано 5 міських поселень (tätort) та низка сільських, більші з яких:
- Оседа (Åseda)
- Ленгувда (Lenhovda)
- Норргульт-Клаврестрем (Norrhult-Klavreström)
- Альстерму (Alstermo)
- Ельґгульт (Älghult)
- Маргульт (Marhult)

## Галерея

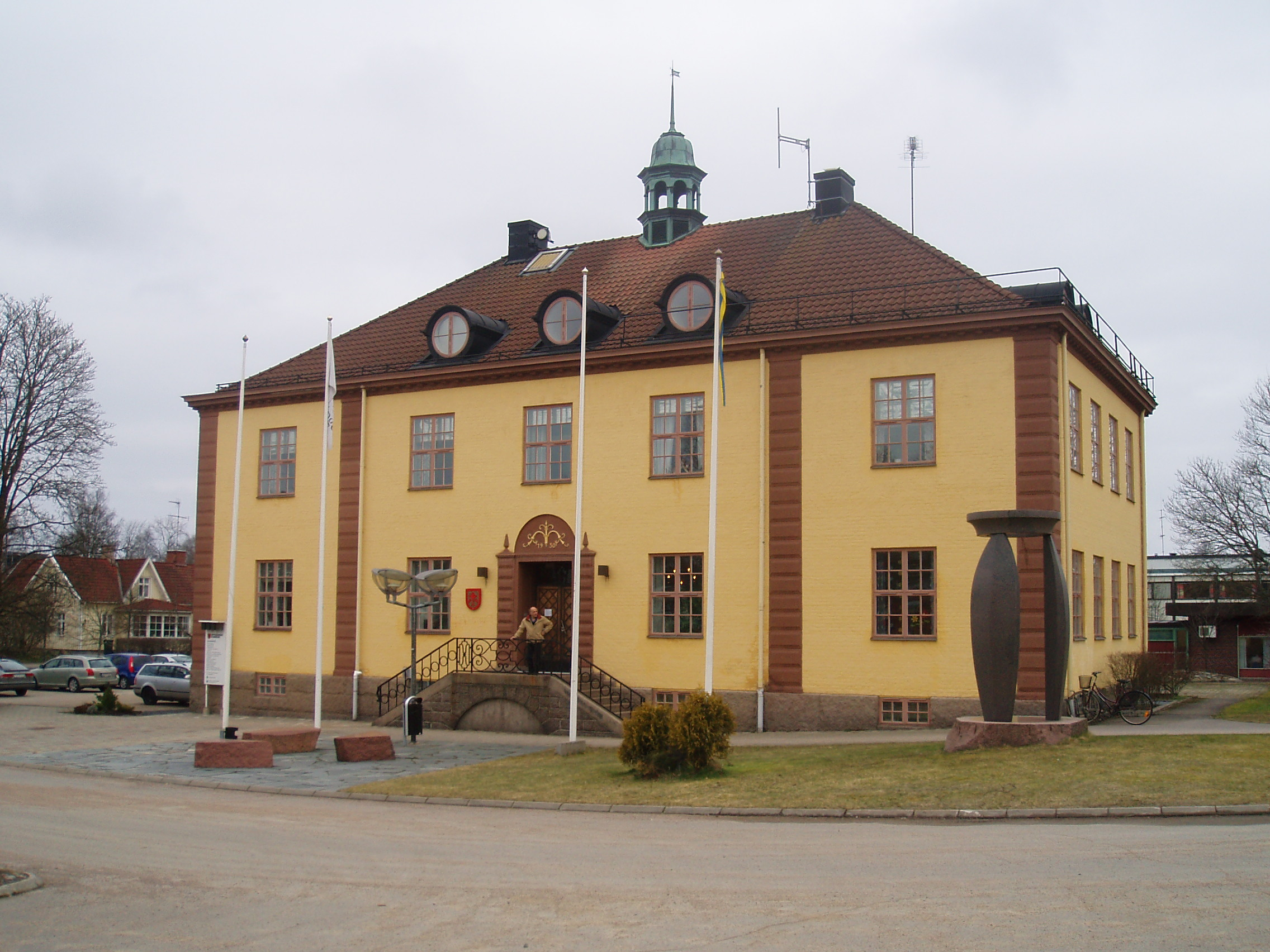
Ратуша (Оседа)
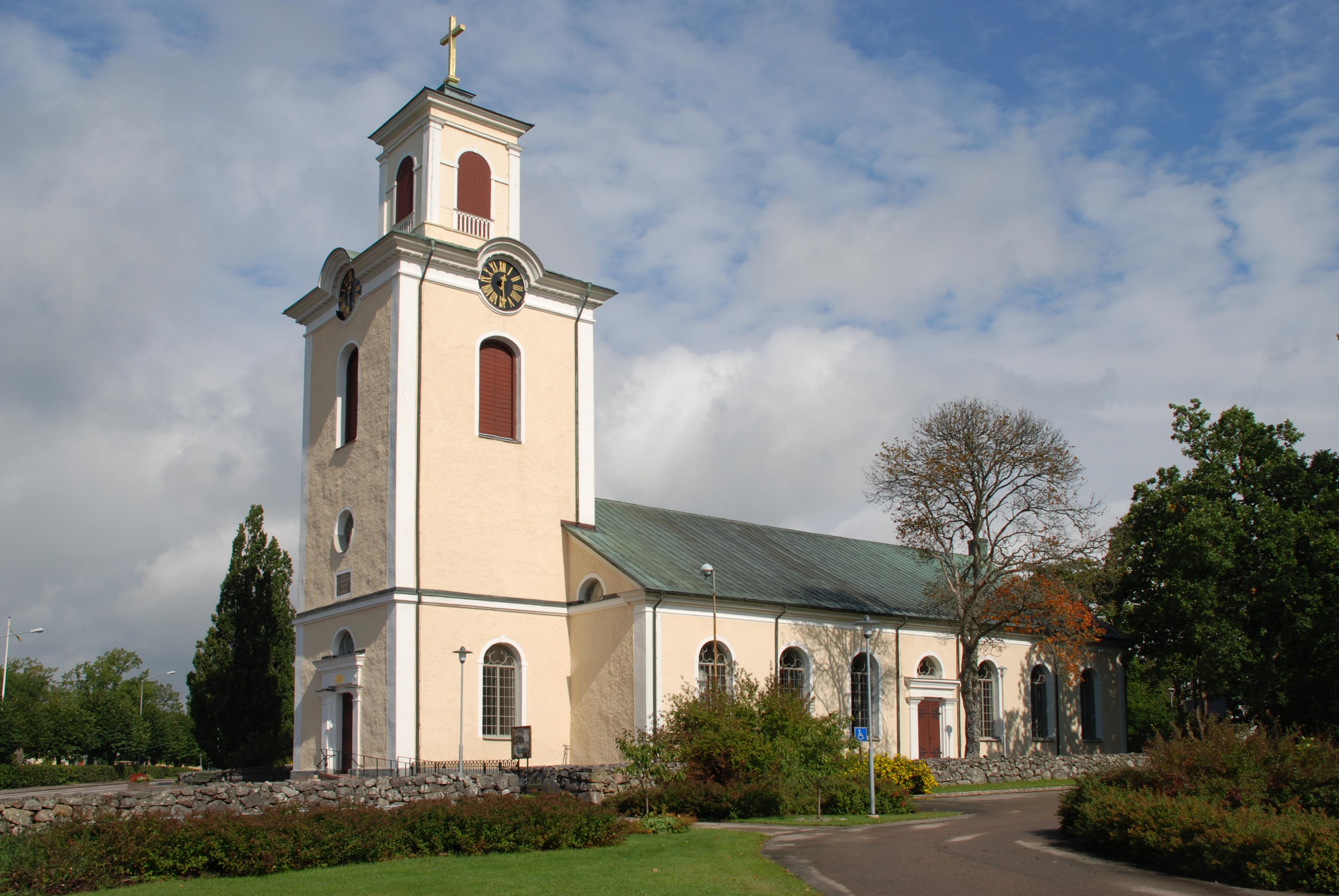
Церква (Ленгувда)
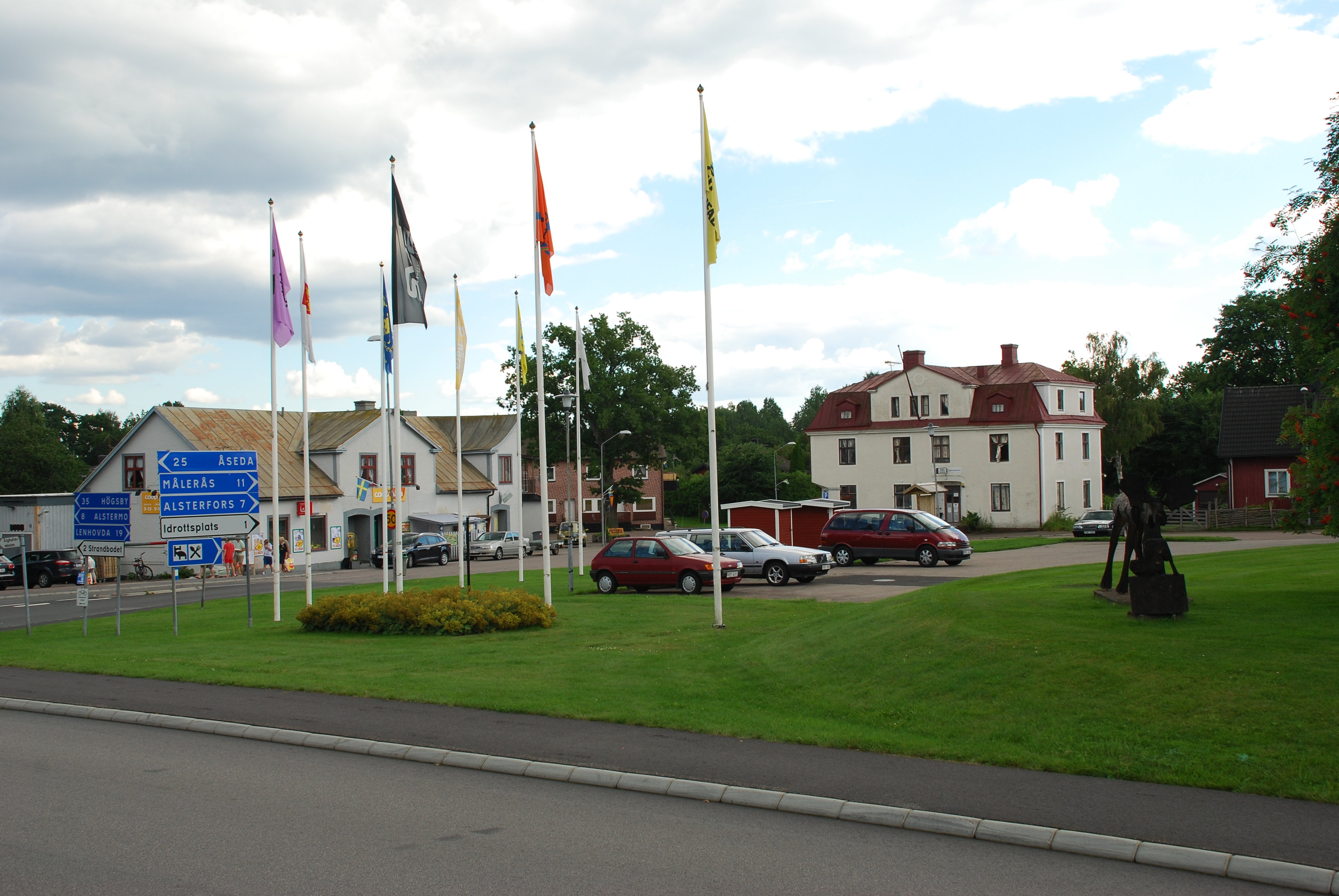
Містечко Ельґгульт
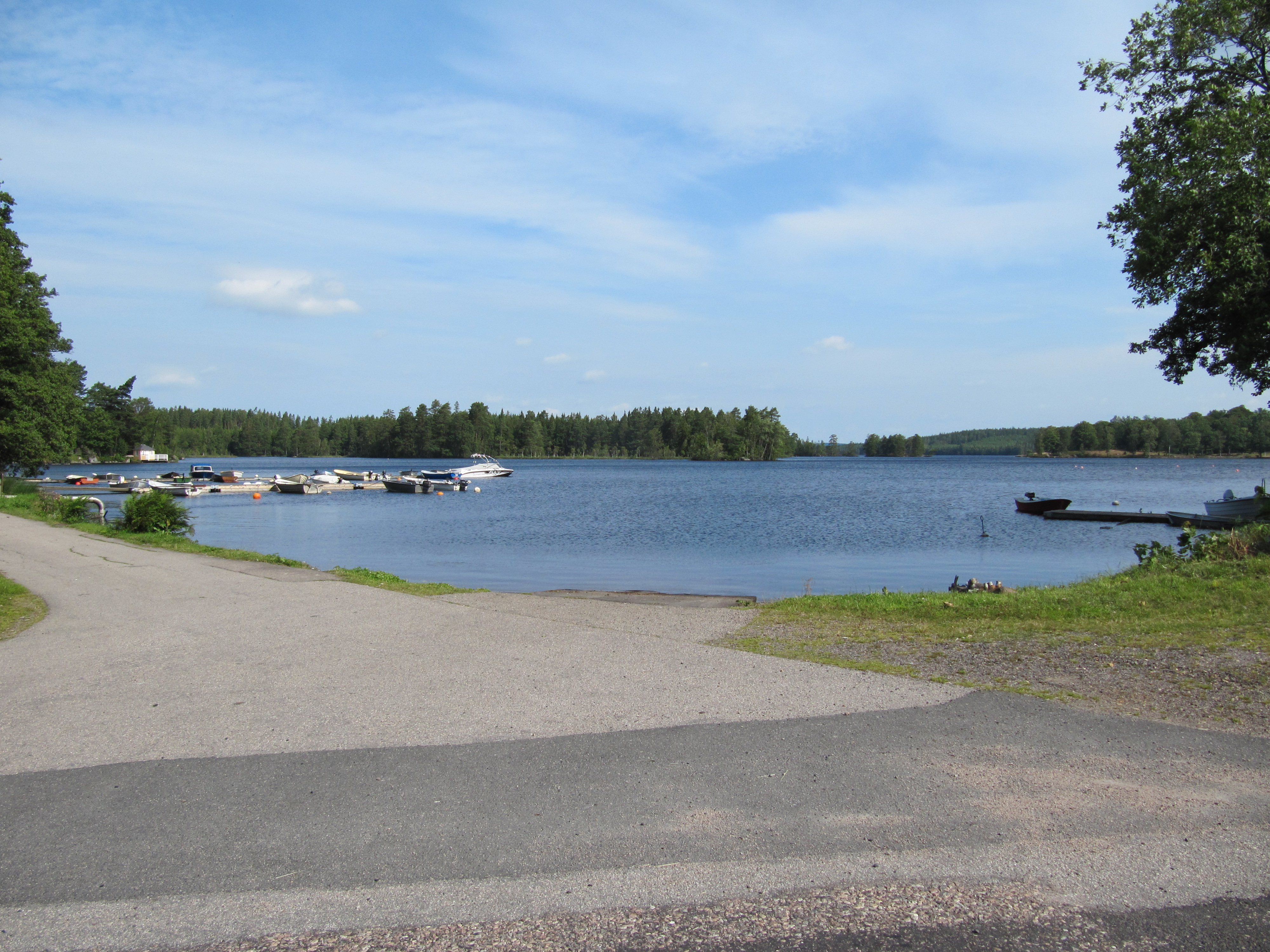
Озеро Енґгульташен

## Виноски
1. ↑  Andersson P. Sveriges kommunindelning 1863-1993 — Mjölby: Draking, 1993. — 132 с. — ISBN 978-91-87784-05-7
2. ↑  Folkmangd i riket, lan och kommuner (шв.) . Центральне бюро статистики Швеції. Архів оригіналу за 20 серпня 2013. Процитовано 10 лютого 2013.